# مایکل کنین
مایکل کنین (انگلیسی: Michael Kanin؛ زاده ۱ فوریهٔ ۱۹۱۰ درگذشته ۱۲ مارس ۱۹۹۳) یک نویسنده، فیلم‌نامه‌نویس، و کارگردان اهل ایالات متحده آمریکا بود.